# Apple Intelligence
Apple Intelligence est une intelligence artificielle développée par Apple,. Elle s'appuie sur une combinaison de traitement hybride, c'est-à-dire que sa puissance de calcul est tirée de l'appareil sur laquelle elle est exécutée en plus de celle de serveurs distants.

## Histoire
Elle est annoncée le 10 juin 2024 lors de la WWDC24 pour une intégration sur les systèmes d'exploitation iOS 18, iPadOS 18 et macOS Sequoia.
Apple Intelligence sera gratuite pour tous les utilisateurs disposant d'appareils compatibles (l'iPhone 15 Pro ainsi que les iPad/Mac ayant au moins une puce M1). L'IA est rendue disponible en bêta aux États-Unis à l'automne 2024 mais ne sortira qu'en version finale en 2025. Elle ne sera pas immédiatement disponible en Europe à cause du DMA. Lors de la Keynote annuelle en septembre, Apple annonce officiellement la sortie d’Apple Intelligence en Français pour 2025.
Le 29 juillet 2024, iOS 18.1 en version bêta est disponible pour les développeurs intégrant Apple Intelligence en s’inscrivant sur liste d’attente. Seuls les outils d’écriture, le résumé des notifications, le nouveau mode de concentration, la transcription des appels, la génération de vidéos souvenirs, la nouvelle interface de Siri, la gomme magique et les « Smart Reply » sont disponibles.
Le 14 août 2024, une session de démonstration d’Apple Intelligence est faite à l’Apple Park à Cupertino. Cette session est nommée « Explore Apple Intelligence and machine learning ».
Le 23 octobre 2024, la version d’iOS 18.2 est proposée en version bêta pour les utilisateurs possédant un appareil compatible avec Apple Intelligence. Cette mise à jour ajoute de nouvelles fonctionnalités pour Apple Intelligence tels que Image Playground, Genmoji, Image Wand (ces 3 fonctionnalités sont accessibles sur liste d’attente uniquement), Visual Intelligence (iPhone 16 uniquement), l’intégration de ChatGPT pour Siri ainsi que diverses améliorations des outils d’écriture permettant de demander à ChatGPT d’écrire ou de décrire les changements souhaités. Cette mise à jour apporte de nouvelles localisations pour Apple Intelligence pour l'Australie, le Canada, la Nouvelle-Zélande, l'Afrique du Sud et le Royaume-Uni. La version finale de iOS 18.2 sort le 11 décembre 2024.
Le 28 octobre 2024, Apple annonce la sortie publique d’Apple Intelligence pour les appareils compatibles ayant installé iOS 18.1. Seuls les appareils configurés en anglais (US) peuvent bénéficier d’Apple Intelligence. Toutes les fonctionnalités ne sont pas disponibles.
D'après le site de l'entreprise, Apple Intelligence sera disponible en avril 2025 dans l’Union européenne. Depuis le 31 mars 2025, Apple Intelligence est disponible en français, allemand, italien, portugais (Brésil), espagnol, japonais, coréen et en chinois simplifié, ainsi qu’en anglais (Singapour et Inde).
Le 21 février 2025, Apple annonce que son IA sera disponible sur le Vision Pro en avril 2025 avec visionOS 2.4. Elle est disponible sur ce dernier depuis le 31 mars 2025 (anglais uniquement).

### Développement
La quête de l’intelligence artificielle commence en 2010 chez Apple avec le rachat de Siri. L'assistant sera intégré avec les iPhone 4S dès 2011 et est considéré à cette époque comme une révolution.
En avril 2024, Apple publie quatre versions d’OpenELM, un modèle de langage en open source. Apple avait déjà publié des modèles d’IA en open source, comme Ferret ou Mgie sur GitHub.

## Fonctionnalités

### Writing tools
Writing tools permet de réécrire (de manière plus professionnelle, amicale ou encore concise) des textes ou de les corriger. Il est également possible de résumer le texte sous forme de tableau, de liste ou encore par points clés.

### Genmoji et Image Playground
Les Genmojis permettent de créer des emojis grâce à un prompt fourni à l’IA, permettant d'imaginer une infinité d’emojis,.
Image Playground permet de créer des images générées par l’IA avec des mots clés. Elle peut reconnaître les personnes de la galerie pour générer des images personnalisées. Trois styles de designs sont proposés : Animation, Illustration et Esquisse. Ces fonctionnalités seront disponibles dans une application dédiée, mais seront également dans les applications Message et Freeform.

### Image Wand
Cette fonctionnalité permet de créer une image réaliste à partir d’un simple croquis dessiné sur l’iPad. Il utilise la technologie d'Image Playground.

### Siri
Apple Intelligence améliore aussi l'assistant vocal d'Apple. Siri est désormais plus naturel pour pouvoir suivre les conversations comme un humain et permet d'obtenir de meilleurs résultats. L’assistant est décrit par Apple comme plus « personnel » ; il sera possible de lui demander des informations beaucoup plus précises telles que l’heure d’arrivé de l’avion d'un proche comme présenté lors de la WWDC24. Il est désormais possible d’écrire à Siri. Celui-ci possède désormais des connaissances étendues sur les appareils et les fonctionnalités et peut vous fournir des instructions détaillés sur ces derniers. Il peut également comprendre ce qui se passe à l’écran pour vous assister en fonction des éléments affichés. Siri reçoit également un nouveau design plus épuré ; le logo en bas de l’écran est remplacé par un contour coloré.

### Intégration de ChatGPT
Pour les utilisateurs souhaitant des informations complémentaires, il sera possible plus tard dans l'année de transmettre des informations à ChatGPT (photo, document…) depuis un appareil Apple sans créer de compte (il sera tout de même possible de lier son compte pour bénéficier des fonctionnalités Premium). Apple assure que OpenAI n’aura pas accès à ces données. ChatGPT répondra également de manière plus précise aux questions et pourra écrire des textes,.
Apple indique que d'autres modèles de langage pourront être ajoutés dans le futur.

### Notifications
Apple Intelligence met en avant les notifications importantes et les résume dans le centre de notifications. Un mode de concentration nommé « Réduire les interruptions » analyse vos notifications et met en avant seulement celles qu'il considère importantes.

### Téléphone
Il est possible d’enregistrer un appel téléphonique (l’interlocuteur sera notifié) et d’obtenir une transcription dans l’application Notes.

### Mail
Apple Intelligence met en avant les notifications importantes dans l’application Mail et les résume. L’IA permet également de créer des réponses intelligentes à partir des questions posées dans un mail.

### Photo
Apple Intelligence permettra de générer une vidéo souvenir de 30-40s grâce à un prompt fourni par l’utilisateur. Il sera modifiable manuellement et un titre sera donné automatiquement à la vidéo.
Il est également possible de créer des films de manière simplifiée sur une personne de sa galerie ou un voyage.

### Visual Intelligence
Cette fonctionnalité a été annoncée lors de la Keynote de septembre 2024 en même temps que l’iPhone 16. À partir d’une photo, Visual Intelligence permet d’obtenir des informations, de créer des événements et plus encore. Tout comme Siri, Visual Intelligence intègre ChatGPT et Google.

### Apple Invitations
L'application intègre la génération d'image via Image Playground lors de la création d'évènements.

### Musique
Lors de la bêta 4 de iOS 18, des développeurs ont trouvé une fonctionnalité cachée qui permettrait de générer des couvertures de playlist grâce à l’IA. Pour rappel, depuis iOS 17, il est possible de choisir des images de couverture pour les playlists proposées par Apple. Cette technologie fonctionnerait grâce à Image Playground.

## Développeurs
Lors de la WWDC 25, Apple a présenté un nouveau Framework, Foundation Models Framework, qui permet aux applications tierces d'utiliser des modèles conçus pour Apple Intelligence afin des les intégrer dans leurs applications. Ce Framework fonctionnera en local pour garantir la sécurité des informations et sera gratuit.

## Confidentialité
Apple affirme qu’aucune donnée n'est transmise et que les actions sont réalisées en local sur l’appareil ou sur le Private Cloud Compute (pour les actions complexes). Mais celui-ci fait peser de nombreux doutes auprès de la communauté concernant la confidentialité et l'intégration de ChatGPT.

## Private Cloud Compute
Les actions réalisées par Apple Intelligence tournent en local. Néanmoins, certaines nécessitent des modèles de langage plus puissants. C’est la fonction du Private Cloud Compute. Il permet de réaliser ces actions sur le cloud, tout en préservant la confidentialité. Toutes les communications sont chiffrées et Apple ne stocke pas de données.
Le logiciel est écrit en Swift et détermine si l’action demandée doit être réalisée dans le cloud ; le logiciel est utilisé uniquement s'il peut être inspecté, a indiqué Craig Federighi.
Apple a mis en place un programme de tests de sécurité offrant des récompenses financières aux chercheurs qui identifieront des vulnérabilités dans Private Cloud Compute.

## Appareils compatibles
Tous les Mac et iPad possédant une puce Apple silicon seront compatibles avec Apple Intelligence s'ils possèdent au moins, respectivement, macOS Sequoia et iPadOS 18. Les iPhone ayant au moins une puce A17 Pro seront également compatibles (s'ils sont sur iOS 18.1 ou versions ultérieures). L'analyste Ming-Chi Koi pense que les « anciens » iPhone seraient trop limités en mémoire vive.

### Mac
- MacBook Air (M1, 2020) et ultérieur ;
- MacBook Pro (M1, 2020) et ultérieur ;
- Mac mini (M1, 2020) et ultérieur ;
- Mac Pro (M2 Ultra, 2023) ;
- Mac Studio (M1 Max/Ultra, 2022) et ultérieur ;
- iMac (M1, 2021) et ultérieur.

### iPad
- iPad Air (5e génération) et ultérieur ;
- iPad Pro 11 pouces (3e génération) et ultérieur ;
- iPad Pro 12,9 pouces (5e génération) et ultérieur ;
- iPad mini (7e génération) et ultérieur.

### iPhone
- iPhone 15 Pro et ultérieur.

## Polémiques
Le 12 décembre 2024, la BBC se plaint auprès d'Apple concernant l'envoi de notifications trompeuses sur certains utilisateurs d'iPhone utilisant le résumé de notifications d'Apple Intelligence,. À la suite de ces incidents, Apple (à travers la mise à jour iOS 18.3) a pris la décision de désactiver les résumés d'actualités sur son intelligence artificielle. Malgré les différentes polémiques, Apple a activé Apple Intelligence pour tous les appareils compatibles avec la même mise à jour (iOS 18.3 et macOS 15.3).

## Voir plus